# Wabasso (genre)
Genre
Wabasso est un genre d'araignées aranéomorphes de la famille des Linyphiidae.

## Distribution
Les espèces de ce genre se rencontrent en zone holarctique.

## Liste des espèces
Selon World Spider Catalog (version 16.5, 11/12/2015) :
- Wabasso cacuminatus Millidge, 1984
- Wabasso hilairoides Eskov, 1988
- Wabasso koponeni Tanasevitch, 2006
- Wabasso millidgei Eskov, 1988
- Wabasso quaestio (Chamberlin, 1949)
- Wabasso replicatus (Holm, 1950)
- Wabasso saaristoi Tanasevitch, 2006
- Wabasso tungusicus Eskov, 1988

## Publication originale
- Millidge, 1984 : The erigonine spiders of North America. Part 7. Miscellaneous genera. Journal of Arachnology, vol. 12, no 2, p. 121-169 (texte intégral).